# Ternant (Nièvre)
Pour les articles homonymes, voir Ternant.
Ternant est une commune française située dans le département de la Nièvre, en région Bourgogne-Franche-Comté.

## Géographie

### Localisation
Ternant est une commune du sud-est de la Nièvre dont le territoire a une frontière commune avec la Saône-et-Loire. La commune est située entre les monts du Morvan et la vallée de la Loire. Le climat est tempéré.

### Hydrographie
La rivière qui traverse la commune est la Cressonne. Elle se jette dans la Loire 17 km plus en aval, à Saint-Hilaire-Fontaine.

### Géologie
Ternant possède la particularité d'être une zone calcaire (datant majoritairement du Sinémurien) et marneuse (marnes du Trias) entre des zones sableuses du côté fleuve (ouest) et d'origine éruptive du côté du massif du Morvan (est). La terre y est très fertile. Le calcaire de Ternant sert encore aujourd'hui à la fabrication de la chaux grasse.

### Une description de Ternant en 1909
Louis Malvy, instituteur à Ternant au début du XXe siècle, a écrit cette description du village et de son château : « Perchée sur un petit monticule, la bourgade de Ternant se dresse, ainsi qu'une sentinelle avancée, semblant protéger les hauts sommets du Morvand nivernais (…). Que l'on vienne de Saint-Seine, de La Nocle ou de Bourbon, on monte, et si on continue sur Luzy, on arrive à Satenot, côte rapide et longue, qui fait dire aux gars de Râpourçon ( = Villapourçon) « Passé Ternant, ça tenôt » (…) Avec ses quelques petites rues étroites, ses maisons vieilles et délabrées couvertes en tuiles, et ses vingt hectares de vignes, (…) tout est vieux ici : vieilles maisons, vieux château, vieux remparts, vieilles histoires. C'est que Ternant a un passé très ancien ; on affirme qu'il a vu César et ses légions. Son vieux manoir féodal, avec sa double enceinte et ses remparts, (…) souvent réparé, le château des sires de Ternant avec sa toiture plusieurs fois abaissée et ses fenêtres Renaissance n'a plus aucun style. Nous avons pu reconstituer ainsi ses dépendances : le château proprement dit, le donjon (maison Perret), le pressoir (maison Chandelier), la ferme (maison du père Chopin), la prévôté (maison Néant), la chanoinerie (cure actuelle), le grenier à sel (maison Choquin), le four banal (maison en face Chandelier), etc. ».

### Climat
Pour des articles plus généraux, voir Climat de la Bourgogne-Franche-Comté et Climat de la Nièvre.
En 2010, le climat de la commune est de type climat océanique dégradé des plaines du Centre et du Nord, selon une étude du Centre national de la recherche scientifique s'appuyant sur une série de données couvrant la période 1971-2000. En 2020, Météo-France publie une typologie des climats de la France métropolitaine dans laquelle la commune est exposée à un climat océanique altéré et est dans la région climatique  Centre et contreforts nord du Massif Central, caractérisée par un air sec en été et un bon ensoleillement. 
Pour la période 1971-2000, la température annuelle moyenne est de 10,9 °C, avec une amplitude thermique annuelle de 16,4 °C. Le cumul annuel moyen de précipitations est de 932 mm, avec 12,3 jours de précipitations en janvier et 7,7 jours en juillet. Pour la période 1991-2020, la température moyenne annuelle observée sur la station météorologique de Météo-France la plus proche, « Cressy », sur la commune de Cressy-sur-Somme à 6 km à vol d'oiseau, est de 12,0 °C et le cumul annuel moyen de précipitations est de 915,9 mm. 
La température maximale relevée sur cette station est de 41,1 °C, atteinte le 24 juillet 2019 ; la température minimale est de −22 °C, atteinte le 16 janvier 1985,,. 
Les paramètres climatiques de la commune ont été estimés pour le milieu du siècle (2041-2070) selon différents scénarios d'émission de gaz à effet de serre à partir des nouvelles projections climatiques de référence DRIAS-2020. Ils sont consultables sur un site dédié publié par Météo-France en novembre 2022.

## Urbanisme

### Typologie
Au 1er janvier 2024, Ternant est catégorisée commune rurale à habitat très dispersé, selon la nouvelle grille communale de densité à sept niveaux définie par l'Insee en 2022.
Elle est située hors unité urbaine et hors attraction des villes,.

### Occupation des sols
L'occupation des sols de la commune, telle qu'elle ressort de la base de données européenne d’occupation biophysique des sols Corine Land Cover (CLC), est marquée par l'importance des territoires agricoles (82,2 % en 2018), une proportion identique à celle de 1990 (82,2 %). La répartition détaillée en 2018 est la suivante : prairies (71,9 %), forêts (16,6 %), zones agricoles hétérogènes (8,9 %), terres arables (1,4 %), milieux à végétation arbustive et/ou herbacée (1,2 %). L'évolution de l’occupation des sols de la commune et de ses infrastructures peut être observée sur les différentes représentations cartographiques du territoire : la carte de Cassini (XVIIIe siècle), la carte d'état-major (1820-1866) et les cartes ou photos aériennes de l'IGN pour la période actuelle (1950 à aujourd'hui).

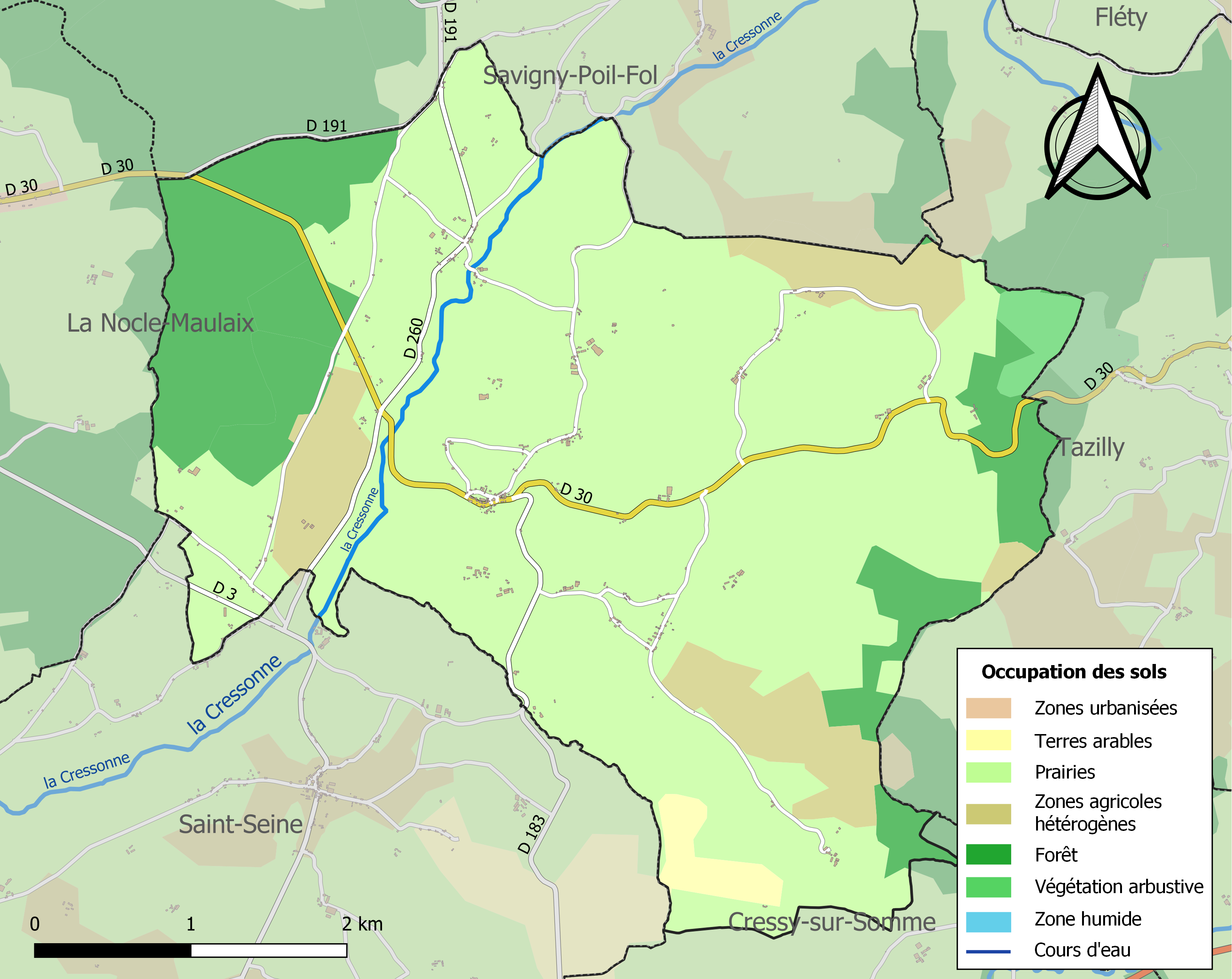
Carte des infrastructures et de l'occupation des sols de la commune en 2018 (CLC).

## Préhistoire et Antiquité
Quelques traces d'habitat préhistorique existent à Ternant, en particulier dans une petite grotte proche de la rivière Cressonne ont été trouvés des restes de feu et une « assiette » datés du néolithique. Trois énormes mégalithes en granite (le gisement le plus proche est à une bonne vingtaine de kilomètres), apportés là par les hommes, se trouvent à proximité (traces d'un lieu de culte ?). Des pierres taillées en calcaire de Ternant, probablement de l'âge du fer, ont été récemment identifiées.
Ternant faisait partie du territoire éduen dont la capitale, Bibracte, n'était qu'à 35 km de là ; les légions de Jules César ont séjourné sur les bords de la Cressonne, peut-être à Hiry.

### Moyen Âge
La famille de Digoine construisit le château de Ternant. La grande Tour du château est achevée en 1285 par Guillaume de Digoine et un village médiéval se construit aux alentours : ce donjon est profondément remanié au XVe siècle.

#### La famille de Ternant (ou de la Motte-Ternant)
On ne sait pas à quelle date les seigneurs locaux prirent le nom de Ternant, mais cette famille noble, implantée à Ternant (Nièvre) et La Motte-Ternant (Côte-d'Or) (peut-être aussi à Ternant (Côte-d'Or) à moins qu'il ne s'agisse d'une homonymie), a joué pendant trois siècles un rôle important en Bourgogne-Franche-Comté. Parmi les personnes connues :
- Guillaume, seigneur de Ternant, rend hommage au comte de Nevers Louis Ier de Dampierre en 1285 pour « la grande cour de Ternant et les villes de Mulot, Salais (Savigny-Poil-Fol), Perrigny, Mézeray, Rigny, Hiry[15], et quelques autres » ; Guy, sire de Ternant, en fait autant en 1310[16].
- Pierre de Ternant, archidiacre de Beaune en 1303.
- Jean de Ternant participe en 1340 au camp de Bouvines (ne pas confondre avec la bataille de Bouvines en 1214) dans l’host du comte Louis Ier de Flandre.
- Othenin de Ternant, capitaine du château de Coiffy en 1361.
- Hugues, sieur de Ternant et de Limanton, sire de la Motte-Ternant, chevalier, tient en fief-lige en 1353 « la grande Tour de Ternant, avec la ville et appartenances (…), la ville de Tazilly , la ville de Chônay, la ville d'Hiry, la ville de Mulot, la ville de Salais (Savigny-Poil-Fol), la ville de Périgny, la ville de Rigny (Rémilly), la ville de Montfol, etc. »[17] ; il est lieutenant du comte Louis II de Flandre en 1362 et gouverneur du Nivernais à la même date. En 1404, il fait élever à Savigny-Poil-Fol un gibet à quatre piliers.
- Jean de la Motte-Ternant est échanson du duc Philippe II de Bourgogne en 1392
- Jean de la Motte-Ternant, conseiller du duc Philippe III de Bourgogne et envoyé à Lille en 1432 négocier au nom de ce dernier et qui est membre de la délégation qu'il envoie à Tours en 1435 le représenter lors du serment de respect du traité d'Arras.

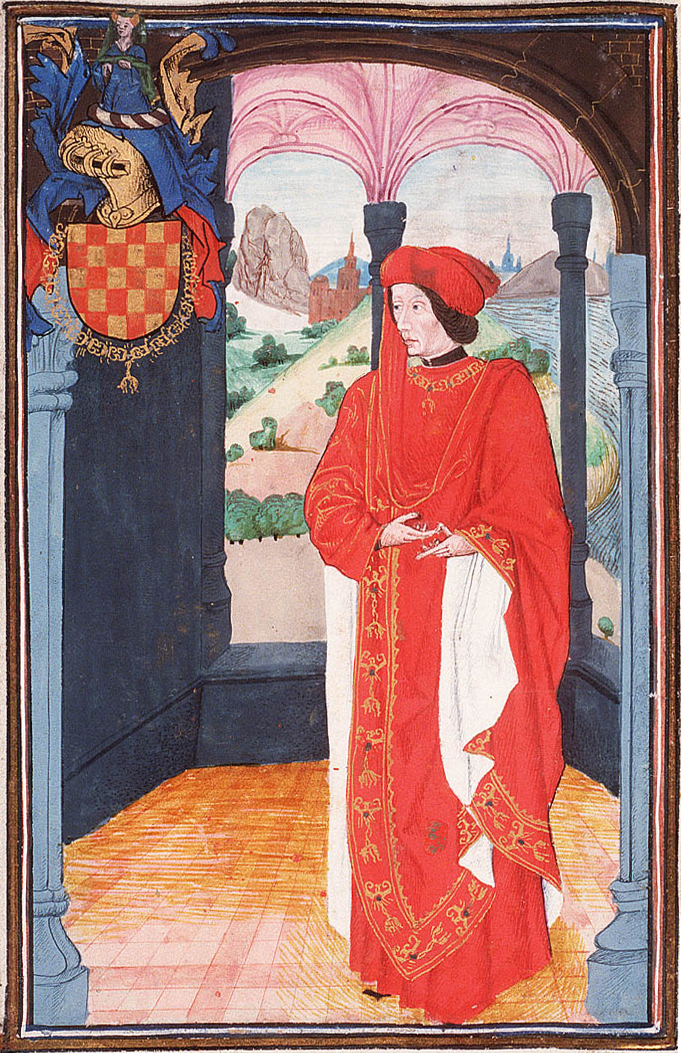
Gilles Gobet, Philippe, seigneur de Ternant (1473), La Haye, Bibliothèque royale.

- Philippe de Ternant (1400-1456), frère du précédent, chevalier de la Toison d'or (voir ci-dessous), chambellan de Philippe le Bon, fut membre à partir de 1433 du "Grand Conseil" du duc de Bourgogne ; il reçoit en 1435 de Philippe le Bon (Philippe III de Bourgogne) la baronnie d'Apremont et la seigneurie de Gendrey. Philippe de Ternant fut commandant de la garde de Bourgogne, il guerroya beaucoup en Flandre pour le compte du duc de Bourgogne à partir de 1430, habitant alors le plus souvent Bruges. Il en profita pour ramener les deux retables qui ornent l'église paroissiale de Ternant. Il est prévôt de Paris en 1436. En 1454, Philippe de Ternant, accusé d'avoir fait arrêter un marchand anglais alors que la Bourgogne avait conclu une trêve avec l'Angleterre, dut demander pardon au conseil de l'ordre de la Toison d'Or et fut condamné à aller en pèlerinage à Saint-Jacques-de-Compostelle[18]. Philippe de Ternant était aussi seigneur de la Motte (actuelle commune de La Motte-Ternant).
- Charles de Ternant, son fils, est gouverneur et capitaine de Château-Chinon ; il décède en 1472
- Claude de Ternant, fils du précédent, écuyer, chambellan du roi, est « seigneur de la Motte et de Ternant » ; il ne semble pas avoir eu de descendants.
- Au début du XVIe siècle, la baronnie de la Motte-Ternant passe aux mains de Guillaume de Pontailler, époux de Claudine de Ternant, sœur de Claude de Ternant, puis de Gilbert de Graçay, seigneur de Champeroux et époux d'Isabeau de Ternant, autre sœur de Claude de Ternant. Ce couple a des enfants dont Jean de Graçay, seigneur de Ternant, qui se maria avec Jehanne de La Châtre.

Toute trace du nom de famille de Ternant lié au village et au château de Ternant disparaît, même si le nom de famille de Ternant a subsisté.
Le blason de la famille de Ternant était « échiqueté d'or et de gueules à quatre traits ». La seigneurie de Ternant disposait des droits de haute justice, moyenne justice et basse justice sur un territoire étendu et dont les limites sont précisément connues grâce au dénombrement en date du 29 décembre 1539, par Jehanne de La Châtre, dame de Ternant et de Diors (Indre), dont une copie datée du 28 septembre 1740 a été conservée.

#### LacollégialeNotre-Dame de Ternant (chapelle privée)
Gagnare, dans son Histoire de l'église d'Autun écrit :

« Le chapitre de Notre-Dame de Ternant fut fondé en 1444 par Philippe de Ternant, chambellan des ducs de Bourgogne, et Isabelle de Roye, son épouse, pour quatre chanoines, un prévôt, deux enfants de chœur et un marguillier.Les fonds de cette église furent pillés et ruinés par les calvinistes en 1557, elle est réduite à la prévôté, qui est unie à la cure, et à un seul chanoine. »

### L'annexion de l'ancienne paroisse d'Hiry
Hiry est cité comme paroisse de l'évêché de Nevers en 1575. Yves Louis Comeau de Satenot, né à Hiry en 1767 fut admis en 1778 à l'école militaire d'Autun.
Lors de la création des communes pendant la Révolution française, l'ancienne paroisse d'Hiry a été englobée en 1792 dans la commune de Ternant (Nièvre) et Hiry est désormais un simple hameau de cette commune. Une foire annuelle se tenait à Hiry le jour de la sainte Marthe.
Un lavoir caractéristique s'y trouve.

### LeXIXesiècle
Une foire annuelle se tenait à Ternant (Nièvre) à la mi-août, elle existait encore au début du XXe siècle.
Des fabriques de chaux existaient à Ternant dans le courant des XIXe siècle et XXe siècle. Une description détaillée du four à chaux d'Hiry, mis en service en 1835, est disponible sur un site Internet.

### LeXXesiècle

#### Les guerres duXXesiècle
Le monument aux morts de Ternant porte les noms de 35 habitants de la commune morts pour la France, dont 33 pendant la Première Guerre mondiale et deux pendant la Seconde Guerre mondiale.

## Politique et administration
| Période                                  | Période   | Identité         | Étiquette | Qualité       |
| ---------------------------------------- | --------- | ---------------- | --------- | ------------- |
| mars 2008                                | mars 2014 | Josette Vivant   |           | Retraitée     |
| mars 2014                                | en cours  | Séverine Taillon |           | Fonctionnaire |
| Les données manquantes sont à compléter. |           |                  |           |               |

## Démographie
L'évolution du nombre d'habitants est connue à travers les recensements de la population effectués dans la commune depuis 1793. Pour les communes de moins de 10 000 habitants, une enquête de recensement portant sur toute la population est réalisée tous les cinq ans, les populations de référence des années intermédiaires étant quant à elles estimées par interpolation ou extrapolation. Pour la commune, le premier recensement exhaustif entrant dans le cadre du nouveau dispositif a été réalisé en 2006.

En 2022, la commune comptait 167 habitants, en évolution de −13,92 % par rapport à 2016 (Nièvre : −3,28 %, France hors Mayotte : +2,11 %).
| 1793 | 1800 | 1806 | 1821 | 1831 | 1836 | 1841 | 1846 | 1851 |
| ---- | ---- | ---- | ---- | ---- | ---- | ---- | ---- | ---- |
| 527  | 381  | 500  | 588  | 759  | 810  | 805  | 885  | 863  |

| 1856 | 1861 | 1866 | 1872 | 1876 | 1881 | 1886 | 1891 | 1896 |
| ---- | ---- | ---- | ---- | ---- | ---- | ---- | ---- | ---- |
| 795  | 847  | 886  | 890  | 945  | 939  | 923  | 923  | 859  |

| 1901 | 1906 | 1911 | 1921 | 1926 | 1931 | 1936 | 1946 | 1954 |
| ---- | ---- | ---- | ---- | ---- | ---- | ---- | ---- | ---- |
| 844  | 820  | 789  | 638  | 606  | 549  | 502  | 555  | 435  |

| 1962 | 1968 | 1975 | 1982 | 1990 | 1999 | 2006 | 2011 | 2016 |
| ---- | ---- | ---- | ---- | ---- | ---- | ---- | ---- | ---- |
| 423  | 408  | 378  | 303  | 240  | 237  | 206  | 216  | 194  |

| 2021 | 2022 | - | - | - | - | - | - | - |
| ---- | ---- | - | - | - | - | - | - | - |
| 174  | 167  | - | - | - | - | - | - | - |

La population de Ternant, après avoir augmenté pendant la majeure partie du XIXe siècle, gagnant 418 habitants entre 1793 et 1876, soit + 79,3 % en 83 ans, et être restée presque stable pendant le dernier quart du XIXe siècle, a décliné régulièrement pendant tout le XXe siècle, perdant 719 habitants entre 1891 et 2009, soit - 77,9 % en 118 ans (le rythme moyen annuel du déclin a été d'un peu plus de - 6 habitants par an). Par rapport au premier recensement connu, celui de 1793, la commune n'a plus en 2009 que 38,7 % de sa population d'alors, et ce déclin persiste dans la première décennie du XXIe siècle en raison de l'exode rural, de l'enclavement et de l'éloignement par rapport aux centres urbains dynamiques.
Entre 1999 et 2007, le solde migratoire reste négatif (- 1,9 % l'an) et le solde naturel également, de peu toutefois (- 0,1 % l'an) désormais. De 1999 à 2008, Ternant a enregistré 28 décès et 23 naissances. Le vieillissement de la population est important : en 2007, les « 65 ans et plus » formaient 31,5 % de la population totale contre 21,0 % pour les « 0 à 19 ans ».
Le nombre des logements stagne, et même baisse légèrement (165 logements en 1968 et 162 en 2007); le nombre des résidences principales est passé de 1968 à 2007 de 99 à 90, celui des résidences secondaires de 45 à 55 ; ces dernières représentent désormais 34 % du total des logements. Les constructions neuves sont rares : 3 résidences principales seulement ont été construites après 1990.

## Lieux de mémoire  et monuments

### Édifice religieux
- L'église Saint-Roch datant de 1820, elle fut construite avec les pierres de l'église d'origine et renferme deux retables  de style flamand provenant du château des sires de Ternant, dont la restauration fut décidée en 1943 et photographiés par Marc Vaux (Archives photographiques du ministère de la Culture)[35].Ouverte tous les jours[36]

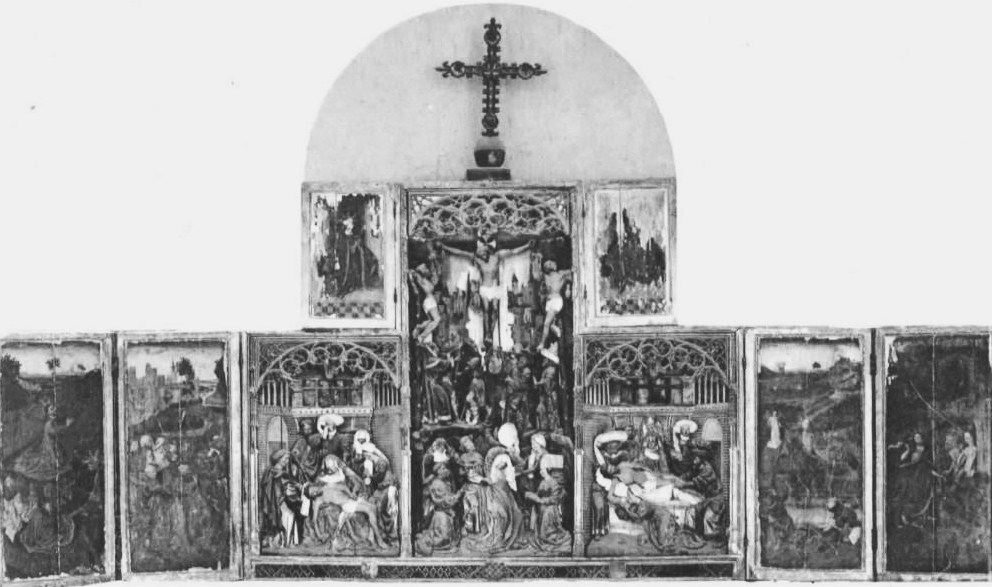
Le retable de la Passion, vue d'ensemble (photo de 1909).

- Le Retable de la Vierge, entre 1444 et 1454, en bois peint et doré, classé Monument historique en 1881) : haut de 1,58 mètre, large de 3,15 mètres, le "retable de la Vierge" a été commandé par Philippe de Ternant, chambellan de Philippe le Bon, duc de Bourgogne, Chevalier de la Toison d'or et son épouse Isabeau de Roye pour orner la chapelle de leur château, consacrée à Notre-Dame. Il est formé de 8 panneaux dont 5 dans la rangée inférieure et 3 dans la rangée supérieure. Les panneaux de la rangée inférieure représentent successivement, de gauche à droite, Philippe de Ternant (le donateur) portant le collier de Chevalier de la Toison d'Or, l'Annonciation, la Dormition (représentée en 4 épisodes dans le grand panneau central ainsi que dans le panneau situé immédiatement à sa droite) et enfin Isabeau de Roye, la donatrice. Les trois panneaux du registre supérieur représentent, au centre, l'Assomption et sur les deux côtés, le Couronnement de la Vierge Marie. Ce retable serait l'œuvre d'un atelier flamand et a été plusieurs fois restauré[37].
- Le Retable de la Passion, vers 1460, en bois sculpté peint et doré, classé Monument historique en 1881) : Haut de 2,38 mètres, large de 5,45 mètres, le Retable de la Passion a été vraisemblablement commandé par Charles de Ternant, fils de Philippe de Ternant, compagnon d'enfance de Charles le Téméraire. Il était destiné à orner l'église de Ternant dont la construction avait été décidée en 1448. Il est formé de neuf panneaux qui représentent, de gauche à droite, Jésus en prière au Jardin des Oliviers, le Portement de Croix, la Montée au calvaire, la Crucifixion (panneau central de plus grande dimension) avec en bas la scène de la Pâmoison de la Vierge, puis la Mise au tombeau, Jésus descendant aux limbes pour y délivrer les âmes des Justes et, panneau le plus à droite, la Résurrection[37].

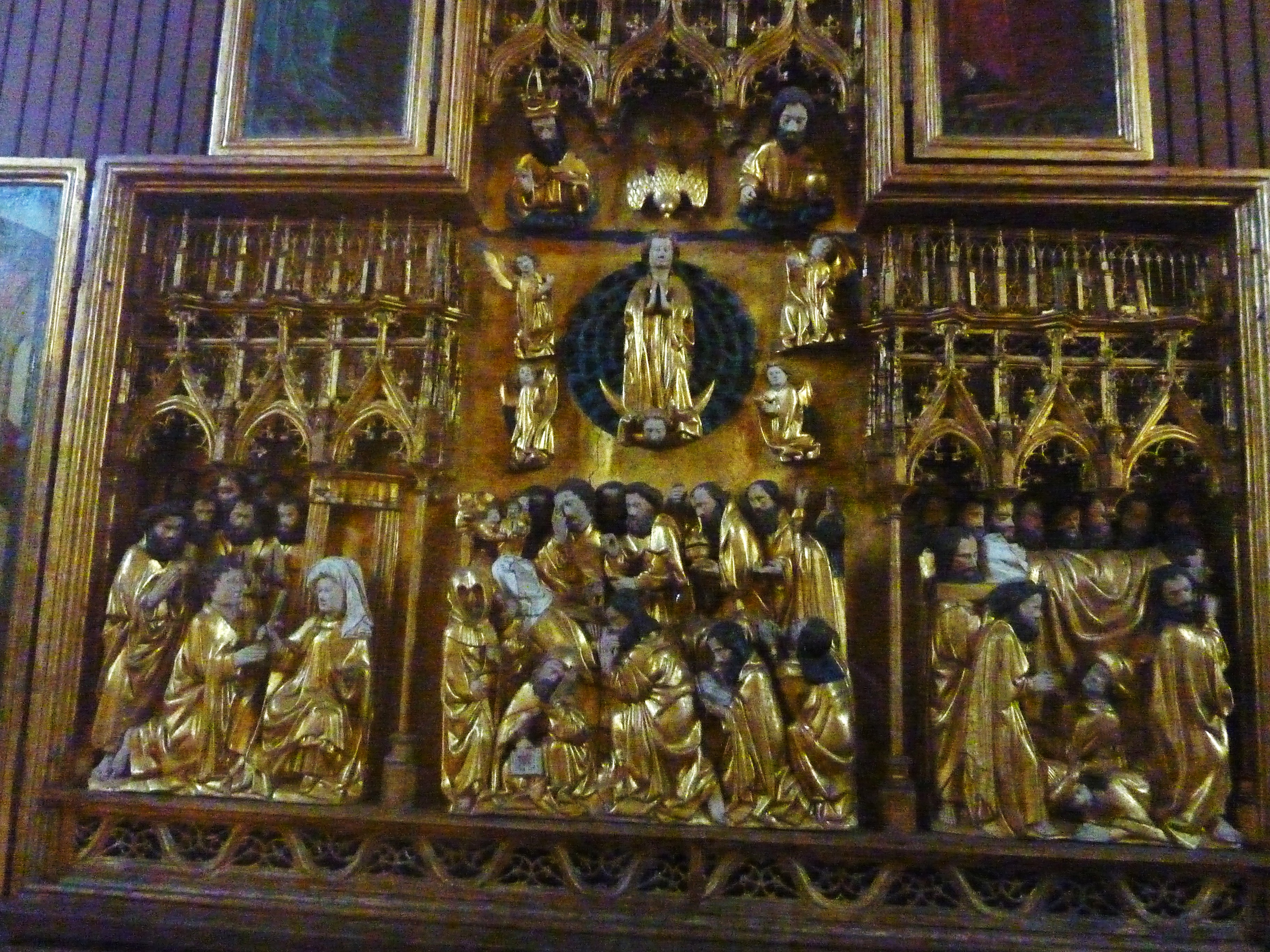
Le Retable de la Vierge, partie centrale du registre inférieur, la Dormition (vue d'ensemble).
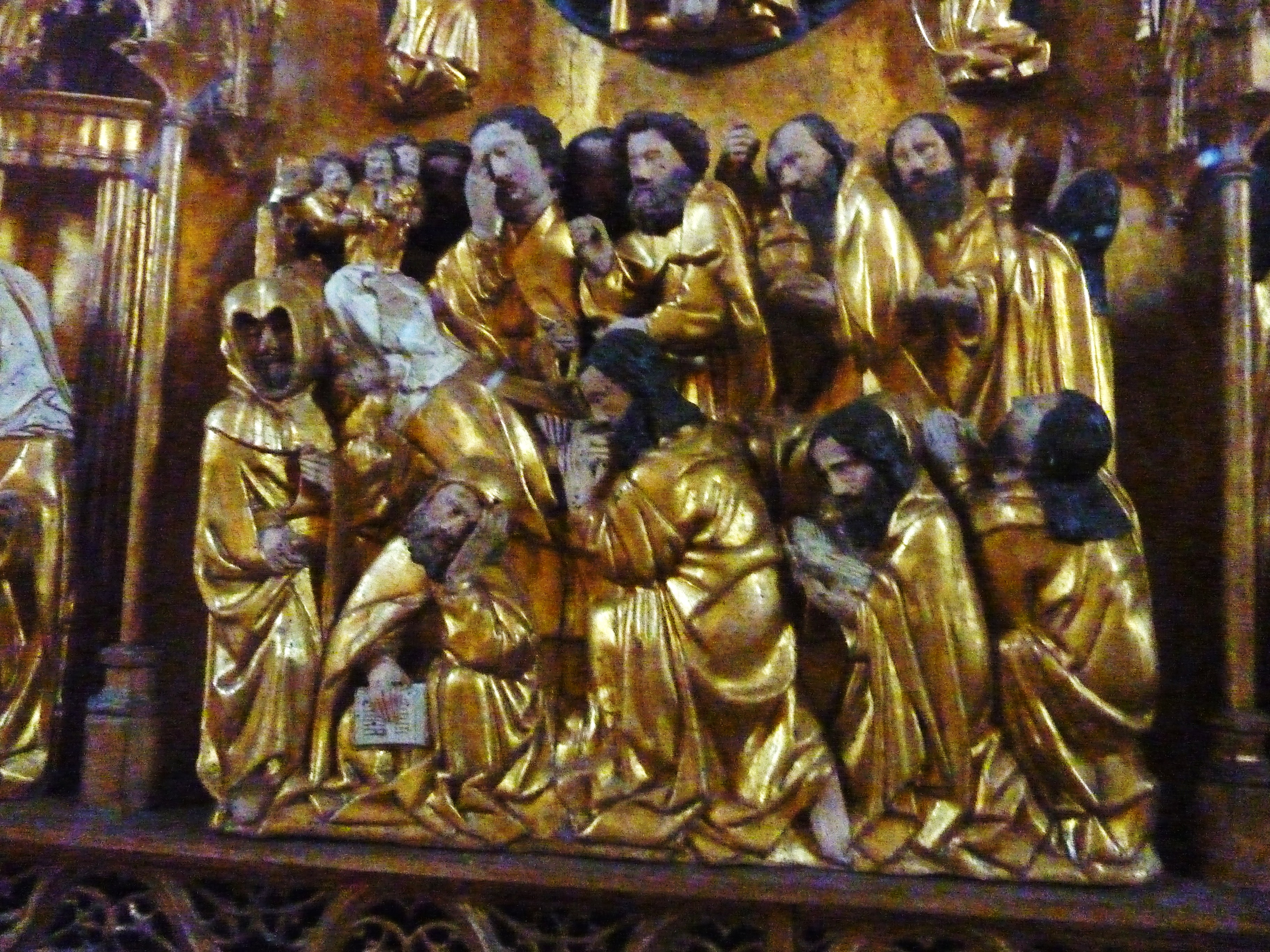
Le Retable de la Vierge, partie centrale du registre inférieur, la Dormition (La Vierge vient de mourir entourée des apôtres).
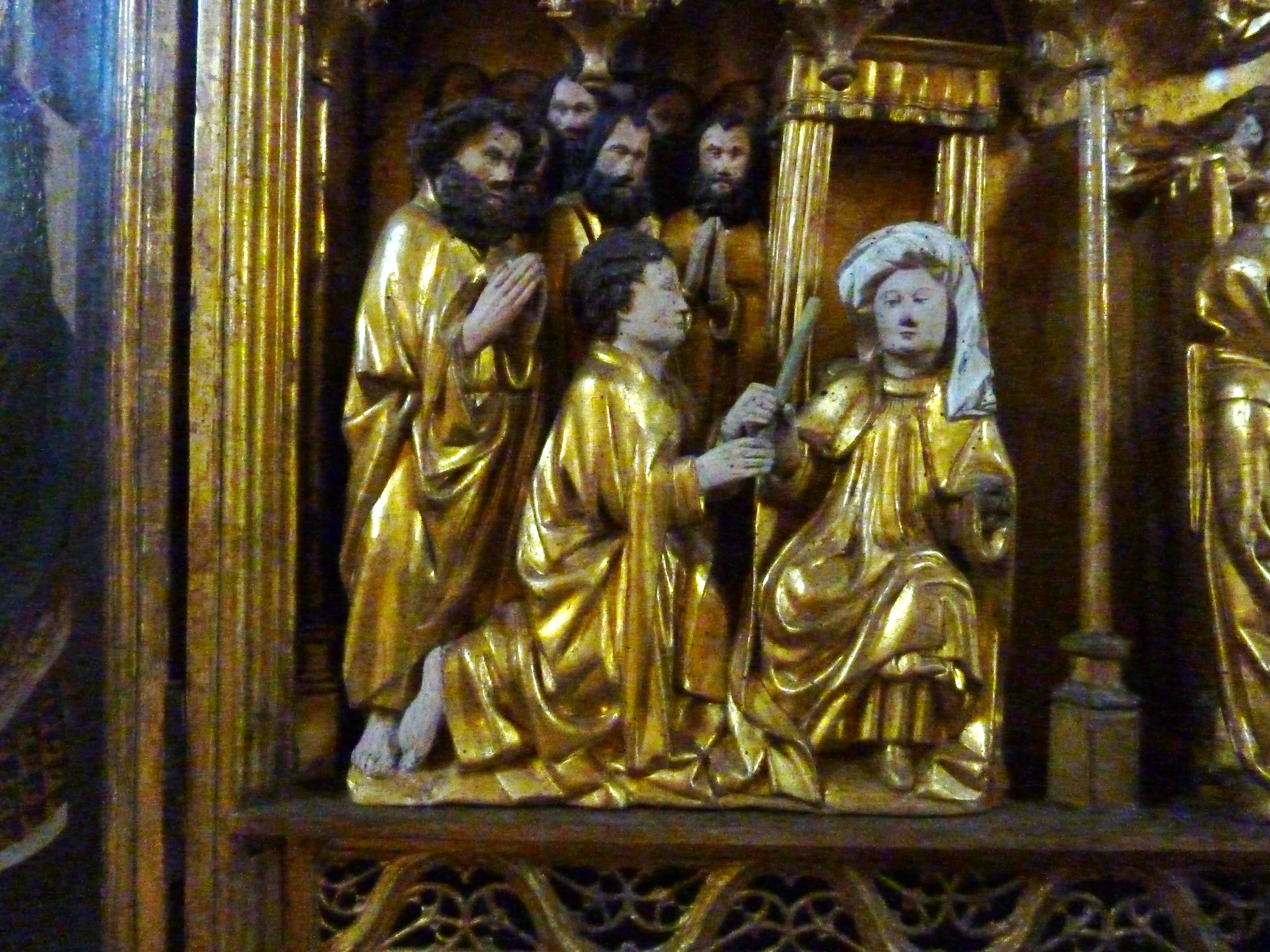
Le Retable de la Vierge, partie centrale du registre inférieur, la Dormition (les apôtres sont réunis autour de la Vierge qui leur fait ses adieux).
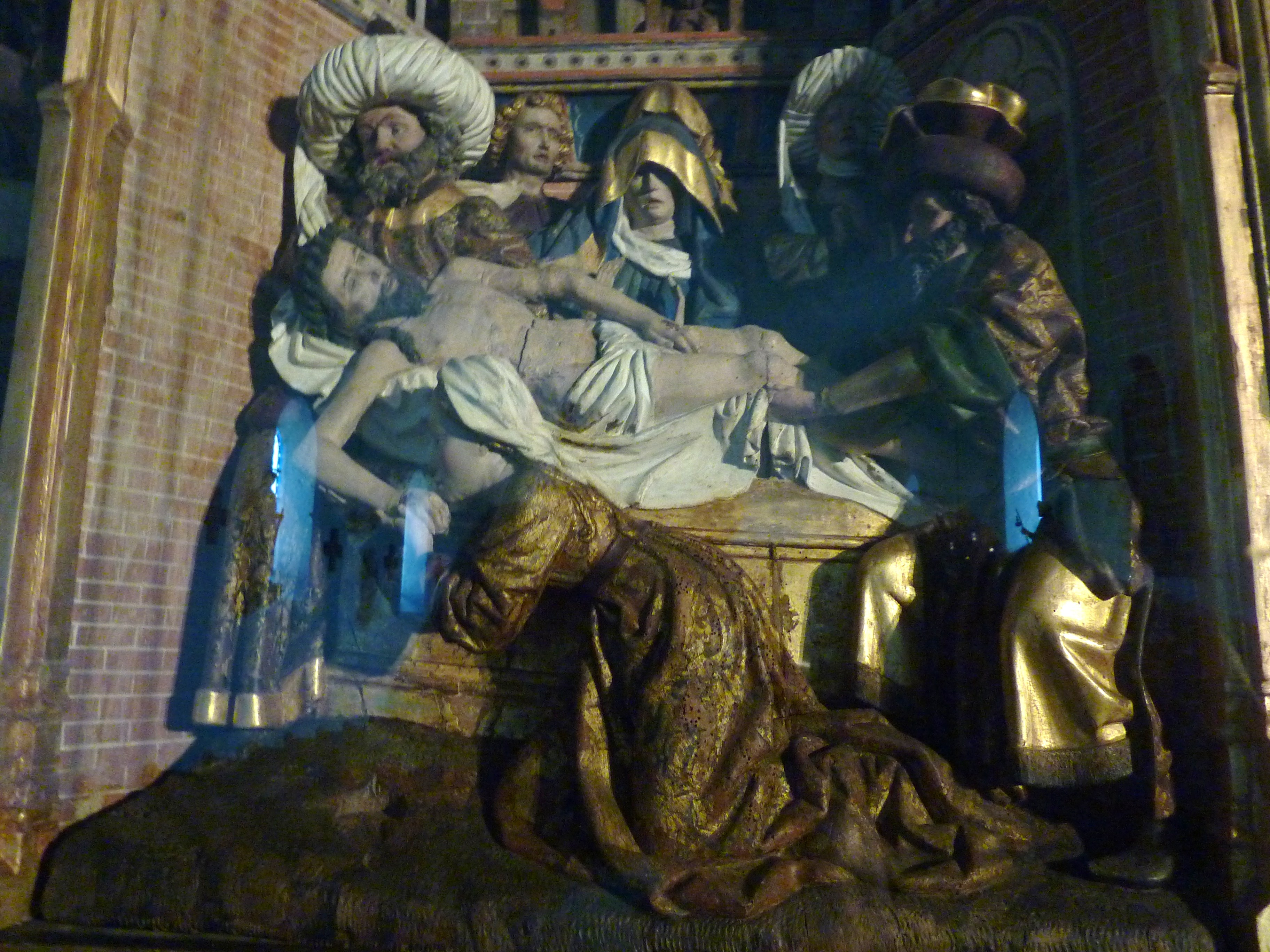
Le Retable de la Passion, la Mise au tombeau.
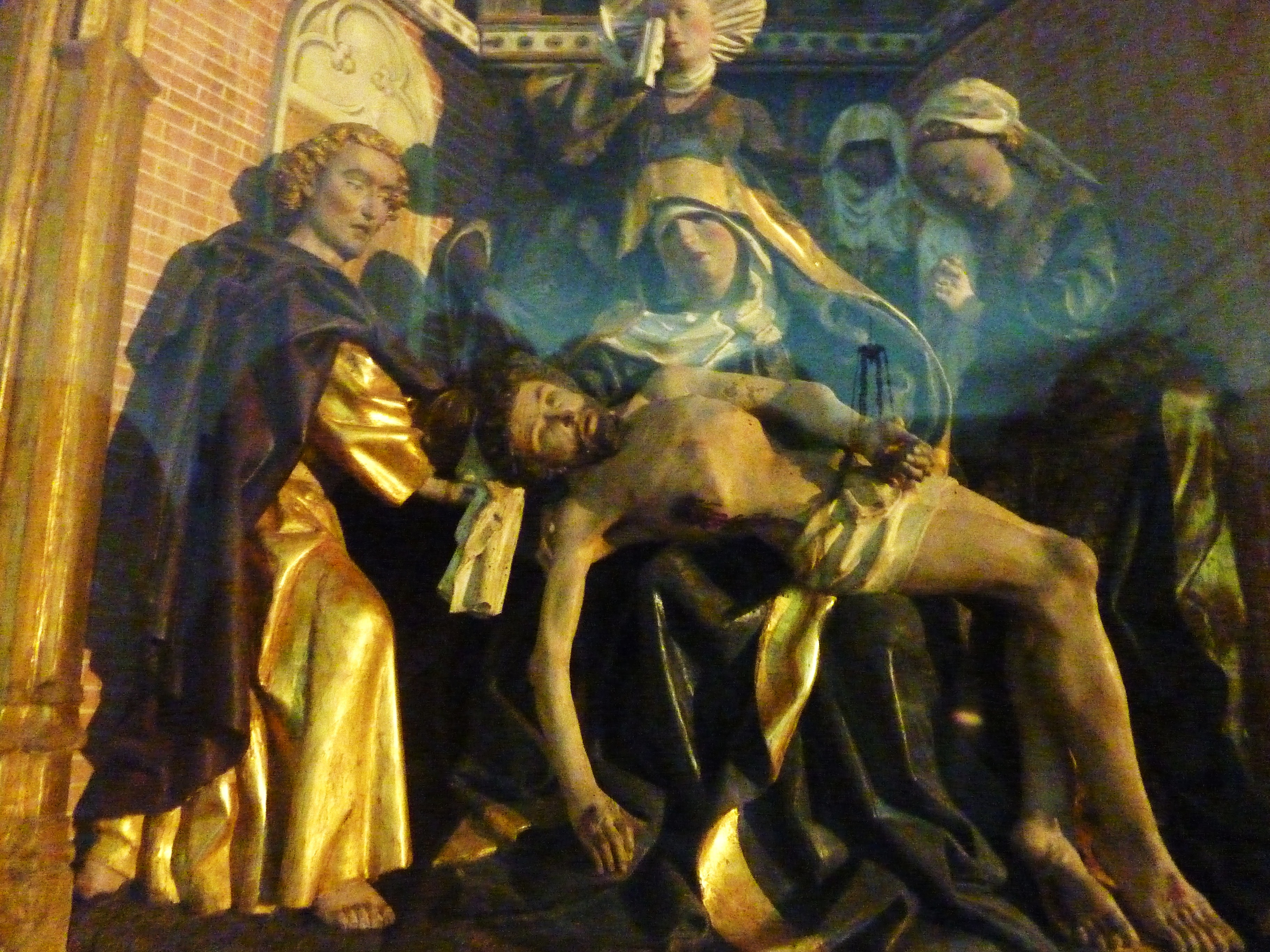
Le Retable de la Passion, la Lamentation après la Crucifixion et la Vierge de Pitié.

### Monument civil
- Le château de Ternant : profondément remanié, ce qu'il en reste a l'aspect d'une maison bourgeoise cossue avec une tourelle dont une partie est même de construction récente[14]. Il a par ailleurs accueilli une boulangerie au XXe siècle. Quelques morceaux de remparts subsistent dans le bourg, mais les pierres des remparts ont beaucoup été utilisées au cours des derniers siècles pour construire les maisons du village.

## Personnalités liées à la commune
- Georges Bidault (1899-1983) : homme d’État français, successeur de Jean Moulin à la tête du Conseil National de la Résistance (1943) et leader politique de la lutte clandestine pour l'Algérie française (1962). Né à Moulins, sa famille paternelle est originaire de Ternant[38].
- Philippe de Ternant (1400-1456) : chevalier de la Toison d'Or en 1430.
- Jacques du Puy-Montbrun : marquis de La Nocle-Maulaix, baron de Ternant, seigneur de la châtellenie de Savigny-Poil-Fol[39].
- Jean Voillot (1874-1953) : homme politique, né à Ternant.
- Pierre Sautarel, contributeur du site Fdesouche.com.

## Héraldique
| Blason de Ternant | Blason  | Échiqueté d'or et de gueules.                                                                          |
| Blason de Ternant | Détails | Ce sont les armoiries de Philippe de Ternant, chambellan de Philippe le Bon, Duc de Bourgogne en 1430. |